# Iaz (okręg Sălaj)
Iaz – wieś w Rumunii, w okręgu Sălaj, w gminie Plopiș. W 2011 roku liczyła 712 mieszkańców.